# Johann Casimir Josef Berger
Johann Casimir Josef Berger (* 2. September 1770 in Ingelfingen; † 22. Juli 1846 ebenda) war ein deutscher Stadtschultheiß und Landtagsabgeordneter.

## Leben
Bergers Eltern waren der Schuhmachermeister und Stadtwachtmeister Leonhard Berger und dessen Frau Eva Sophia, geb. Egner. Bis 1810 war Johann Berger Stadtschreiber und Fürstlicher Amtskommissar in Ingelfingen. Ab 1810 war er dort Königlich ürttembergischer Notar sowie Amtsbürgermeister. Von 1815 bis 1819 vertrat er das Oberamt Künzelsau in den württembergischen Ständeversammlungen. Von 1827 bis 1838 bekleidete er das Amt des Schultheißen in Ingelfingen.